# Nagy tengeripók
A nagy tengeripók (Maja squinado) a felsőbbrendű rákok (Malacostraca) osztályának tízlábú rákok (Decapoda) rendjébe, ezen belül a Majidae családjába tartozó faj.
Nemének a típusfaja.

## Előfordulása
A nagy tengeripók előfordulási területe magába foglalja az egész Földközi-tengert, főleg az Atlanti-óceán északkeleti részét beleértve az Északi- és a Balti-tengert, valamint a Jeges-tenger európai peremét. Afrika mentén elszórva a Dél-afrikai Köztársaságig is lehatol.

### Magyarországon
Egy időben a budapesti Állatkert is tartott tengeripókokat a Pálmaház alatt található Tengeri Akvárium egyik medencéjében.

## Megjelenése
Az állat páncéljának mérete 130–450 milliméter között van. A páncélján, ollóin és lábainak felső részein, elszórva tüskeszerű kinövései vannak.

## Életmódja
A kifejlett példány nyaranta 20-30 méteres mélységben tartózkodik, télen viszont 50-120 méter mélyre húzódik vissza. Táplálkozását tekintve a nagy tengeri pók mindenevő; táplálékának nagy részét azonban az algák és a puhatestűek alkotják. Élettartama akár 8 év is lehet.

## Szaporodása
A nőstény átlagosan 150 000 (esetenként 450 000) petét rak. Az ivarérettséget 2-3 éves korában éri el.

## Érdekesség
A nagy tengeripókhoz hasonló, ám annál sokkal nagyobb méretű japán tengeri pók (Macrocheira kaempferi) vagy ismertebb nevén óriás japán rák. Mérete meghaladhatja a 3 métert is.

## Képek

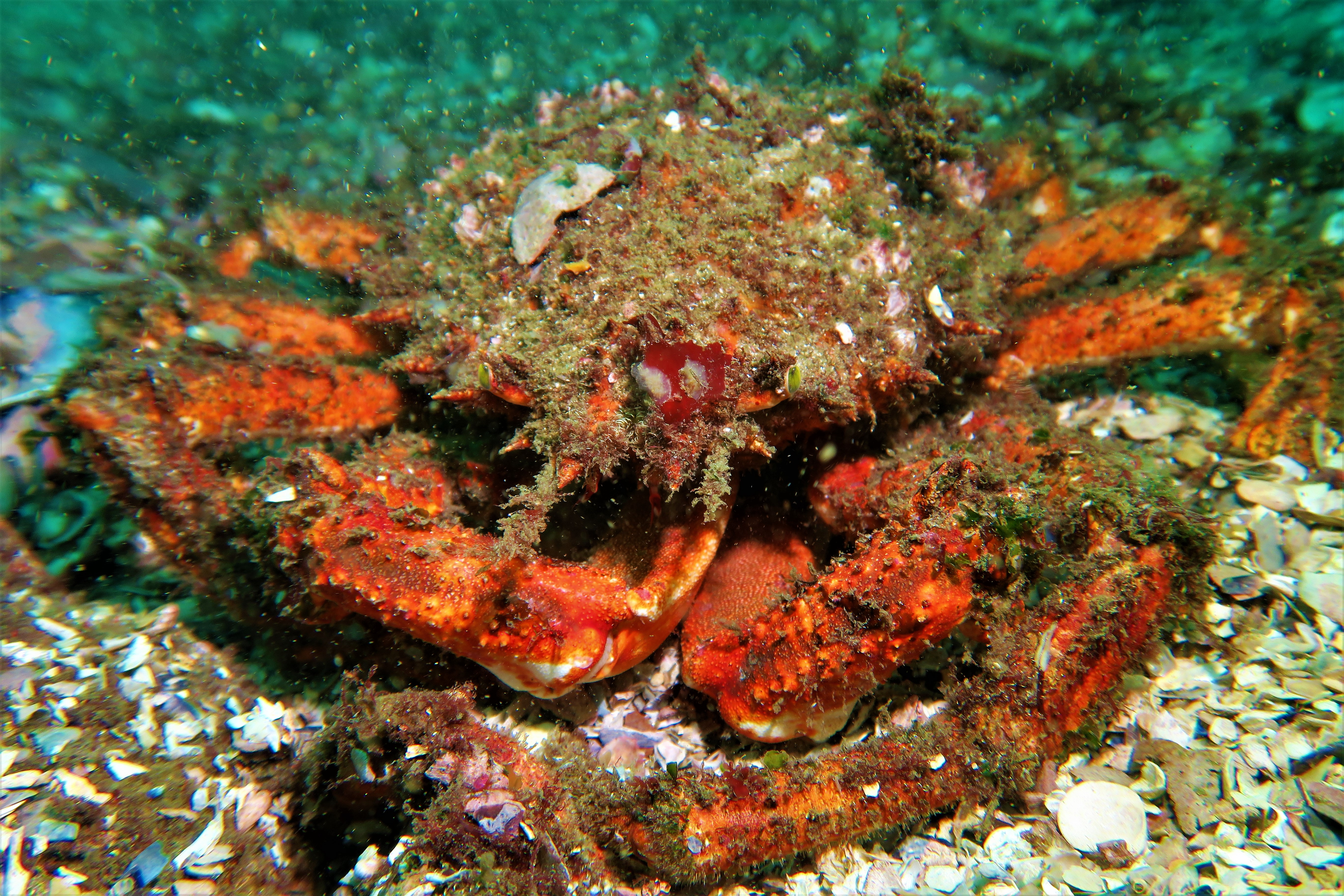
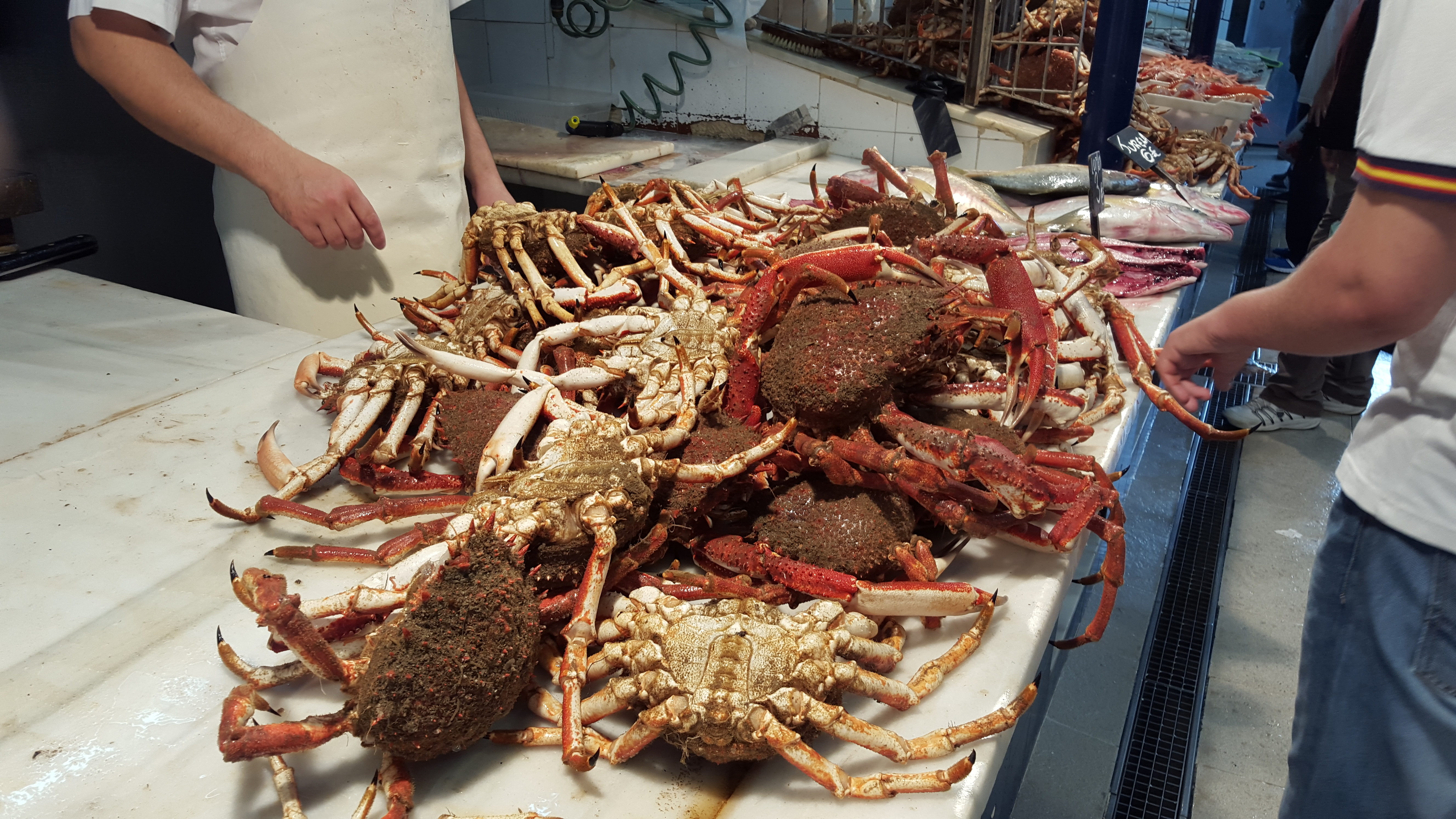
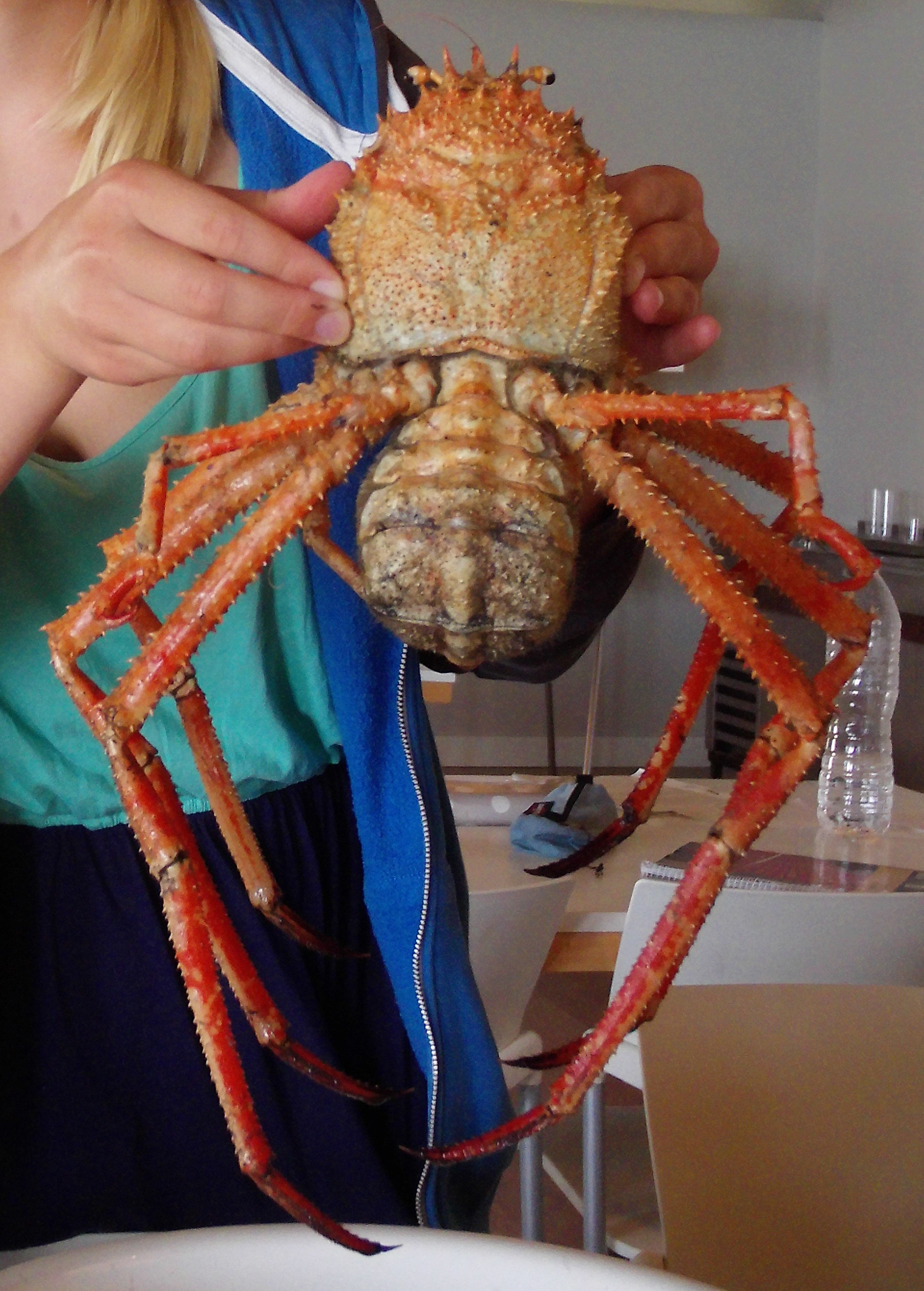
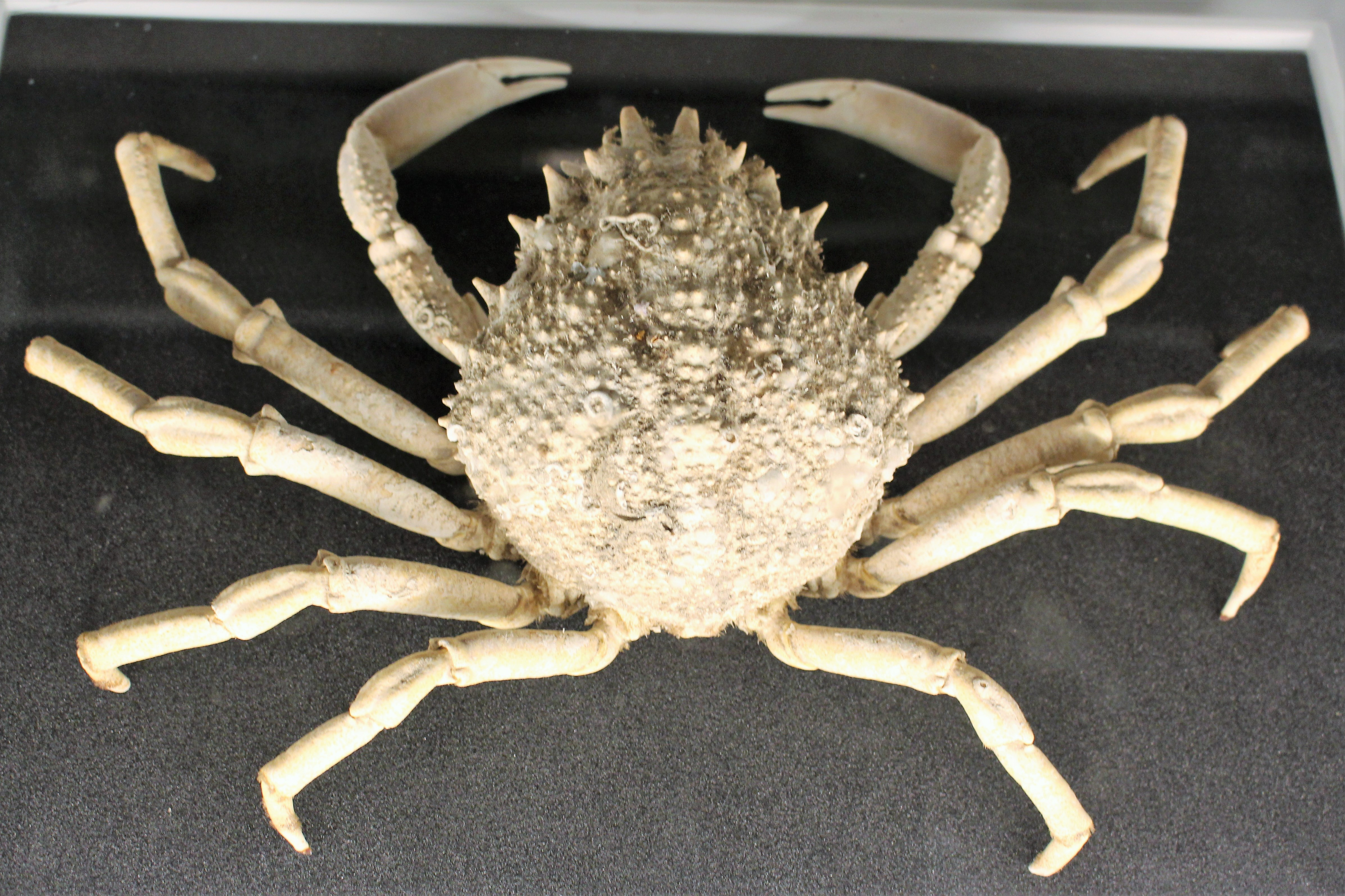
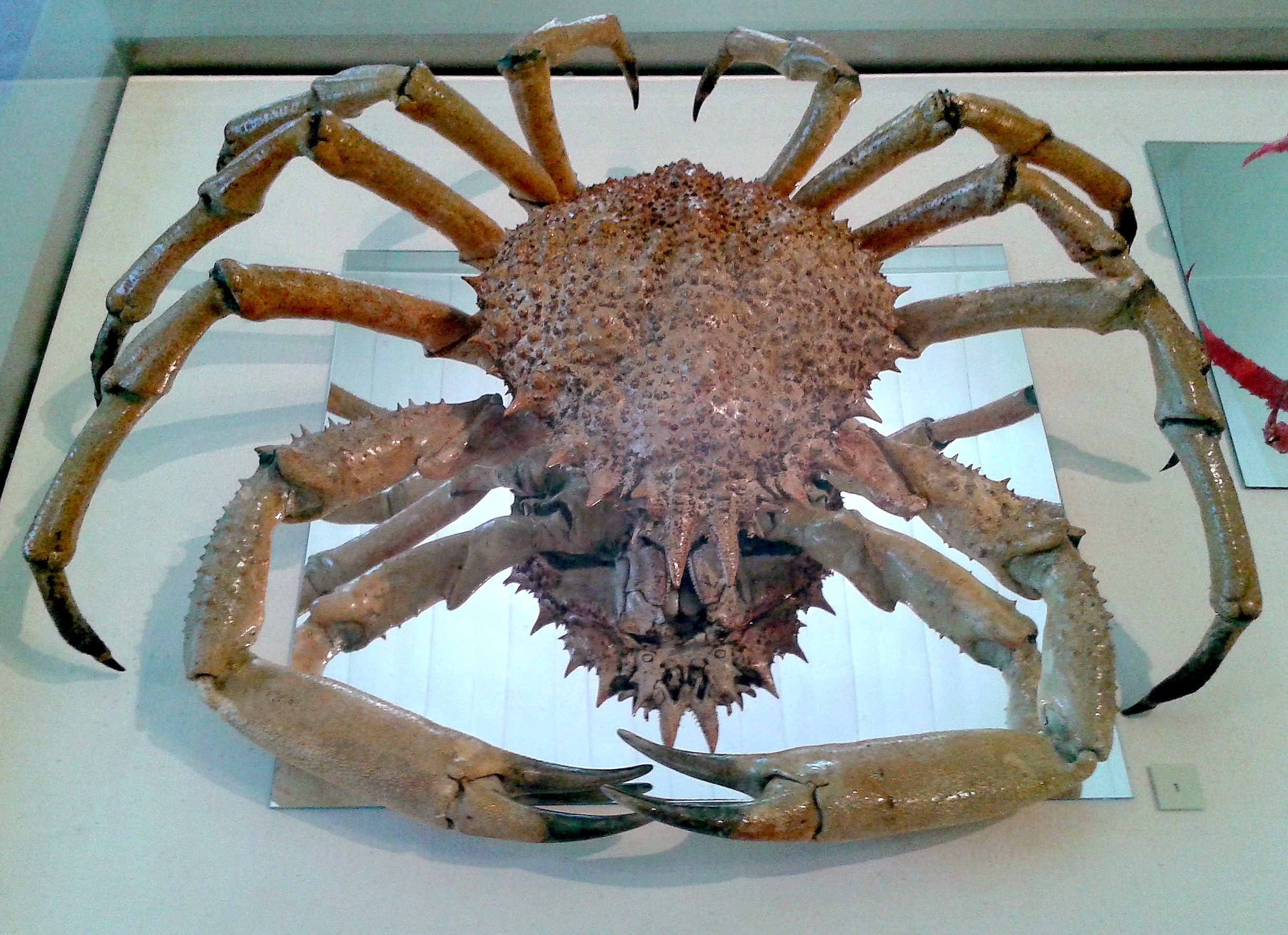